# Uniküla
Uniküla es una localidad situada en el municipio de Lüganuse, en el condado de Ida-Viru, Estonia. Según el censo de 2021, tiene una población de 84 habitantes.